# Nievern
Nievern település Németországban, Rajna-vidék-Pfalz tartományban. Lakosainak száma 1010 fő (2023. december 31.).

## Népesség
A település népességének változása:
| Lakosok száma | 975  | 967  | 992  | 983  | 1001 | 1010 |
|               | 1975 | 2017 | 2019 | 2021 | 2022 | 2023 |